# 2019년 K5리그
K5리그 2019는 K5리그의 첫 번째 시즌이다.

## 운영 방식
K5리그는 권역별 리그와 챔피언십으로 나뉘어 운영된다. 전국 11개 권역 우승팀은 챔피언십에 참가하며 챔피언십 우승팀이 시즌의 최종 우승팀이 된다. 우승하더라도 상위리그인 K3리그 베이직으로 승격은 불가능하다. 하지만 각 권역 최하위팀은 K6리그로 강등된다.

## 권역별 리그

### 경북 대구
- 우승: 가람 FC
- 강등: 도솔 FC

### 서울
- 우승: 벽산 플레이어스 FC
- 강등: 화곡8동 축구회

### 전북
- 우승: 전주 파랑새 FC
- 강등: 한백

### 충북
- 우승: SMC 엔지니어링 FC

## K5리그 챔피언십

### 참가팀 (권역별 우승팀)
| 권역           | 우승팀(참가팀)     | 결과     |
| -------------- | ------------------ | -------- |
| 강원           | 하늘 FC            | 조별리그 |
| 경기           | 덕계축구회         | 조별리그 |
| 경남 부산      | 재믹스 FC          | 준우승   |
| 경북 대구      | 가람 FC            | 조별리그 |
| 서울           | 벽산 플레이어스 FC | 조별리그 |
| 울산           | 동울산 FC          | 4강      |
| 인천           | 송월 FC            | 조별리그 |
| 전남 광주      | 효창 FC            | 조별리그 |
| 전북           | 전주 파랑새 FC     | 조별리그 |
| 충남 대전 세종 | 위너스타 FC        | 4강      |
| 충북           | SMC 엔지니어링 FC  | 우승     |

### 결승전
| 2019년 11월 23일 | 재믹스 FC           | 1 - 2 | SMC 엔지니어링 FC | 대전월드컵경기장 |  |  |
| 14:00 (UTC+9)    | 이민섭 20′ (페널티) |       | 안성은 16′, 17′   | 관중 수: 250명   |  |  |
|                  |                     |       |                   |                  |  |  |